# تومي فيني
تومي فيني (بالإنجليزية: Tommy Finney)‏ (6 نوفمبر 1952 في المملكة المتحدة - ) هو لاعب كرة قدم أيرلندي شمالي في مركز الوسط، شارك في كأس العالم 1982. وشارك مع منتخب أيرلندا الشمالية لكرة القدم. أما مع النوادي، فقد لعب مع كامبريدج يونايتد ومانشستر يونايتد ونادي برينتفورد ونادي سندرلاند ونادي كروسيدرز ونادي لوتون تاون ونادي كامبريدج ستي.

## مسيرته الكروية
لعب تومي فيني خلال مسيرته الاحترافية مع 5 أندية في سبعة عشر موسمًا وسجل خلالها 69 هدفًا ضمن 381 مباراة. ولم يفز بأي موسم بالكأس وفاز في موسم واحد بالدوري.
خاض تومي فيني مسيرته مع نادي كروسيدرز في موسم 1971–72 ولمدة موسمين، لم يشارك في أي مباراة ولم يسجل أي هدف. ثم انتقل إلى نادي لوتون تاون في موسم 1973–74 لمدة موسم واحد، حيث شارك في 14 مباراة سجل خلالها 5 أهداف. لينتقل بعدها إلى نادي سندرلاند في موسم 1974–75 ولمدة موسمين، مشاركًا في 15 مباراة سجل خلالها هدفًا واحدًا. ثم انتقل إلى نادي كامبريدج يونايتد في موسم 1976–77 في المرة الأولى ليلعب معه ثمانية مواسم ثم في موسم 1984–85 ولمدة موسمين، مشاركًا طوالها في 332 مباراة سجل خلالها 61 هدفًا. هذا وانتقل لاحقًا إلى نادي برينتفورد في موسم 1983–84 ولمدة موسمين، مشاركًا في 20 مباراة سجل خلالها هدفين.

## وصلات خارجية
- تومي فيني على موقع الاتحاد الأوربي (الإنجليزية)
- تومي فيني على موقع ناشيونال فوتبول تيمز (الإنجليزية)
- تومي فيني على موقع عالم كرة القدم.نت (الإنجليزية)